# Heerlijkheid Justingen
De heerlijkheid Justingen was een tot de Zwabische Kreits behorende heerlijkheid binnen het Heilige Roomse Rijk.  Justingen is thans een plaatsje in de gemeente Schelklingen in Baden-Württemberg.

heerlijkheid Justingen

Sinds het eind van de elfde eeuw zijn de er heren van Justingen bekend, die het slot Justingen lieten bouwen, nu een ruïne. Na het uitsterven van de familie van Justingen in 1343 kwam Justingen met een groot landgoed en vier dorpen aan de heren van Stöffeln (uit de buurt van Reutlingen). Via andere eigenaren komt de heerlijkheid in 1530 aan de vrijheren van Freyberg (omgeving Gutenzell). In de zeventiende eeuw wordt het katholieke geloof weer ingevoerd. 
In 1751 wordt de heerlijkheid aan het hertogdom Württemberg verkocht.